# Liste der Monuments historiques in Martincourt (Meurthe-et-Moselle)
Die Liste der Monuments historiques in Martincourt führt die Monuments historiques in der französischen Gemeinde Martincourt auf.

## Liste der Immobilien
| Bezeichnung           | Beschreibung      | Standort                     | Kennzeichnung | Schutzstatus | Datum | Bild           |
| --------------------- | ----------------- | ---------------------------- | ------------- | ------------ | ----- | -------------- |
| Château de Pierrefort | Burg, 1306 erbaut | südwestlich des Ortes (Lage) | PA00106091    | Classé       | 1862  | weitere Bilder |